# Penelles
Penelles és un municipi de la comarca de la Noguera.
S'esmenta per primer cop l'any 1079 com a propietat d'Ermengol IV d'Urgell, com un assentament fortificat del terme del castell de Butsènit. Hi estaria vinculat fins al 1186, en què Guillem de Meià, amb l'aprovació del Comte d'Urgell, el donava a l'orde del Temple el castell de Penelles. En suprimir-se aquesta ordre (1317) passà a l'orde de l'Hospital, que l'integrà a la comanda de Barbens fins a arribar la desamortització del segle xix.

## Geografia
- Llista de topònims de Penelles (Orografia: muntanyes, serres, collades, indrets; hidrografia: rius, fonts...; edificis: cases, masies, esglésies, etc.).

## Demografia
| Entitat de població  | Habitants (2023) |
| Penelles             | 370              |
| el Castell del Remei | 40               |
| Almassor             | 7                |
| Torre Neral          | 6                |
| els Falcons          | 5                |
| Bellestar            | 0                |
| Font: Idescat        |                  |

| 1497 f | 1515 f | 1553 f | 1717 | 1787 | 1857 | 1877 | 1887 | 1900 | 1910  |
| ------ | ------ | ------ | ---- | ---- | ---- | ---- | ---- | ---- | ----- |
| 19     | 21     | 16     | 58   | 122  | 402  | 469  | 592  | 983  | 1.286 |

| 1920  | 1930  | 1940  | 1950  | 1960  | 1970  | 1981 | 1990 | 1992 | 1994 |
| ----- | ----- | ----- | ----- | ----- | ----- | ---- | ---- | ---- | ---- |
| 1.286 | 1.216 | 1.091 | 1.134 | 1.144 | 1.033 | 705  | 582  | 564  | 564  |

| 1996 | 1998 | 2000 | 2002 | 2004 | 2006 | 2008 | 2010 | 2012 | 2014 |
| ---- | ---- | ---- | ---- | ---- | ---- | ---- | ---- | ---- | ---- |
| 573  | 549  | 536  | 523  | 523  | 525  | 551  | 502  | 524  | 504  |

| 2016 | 2018 | 2020 | 2022 | 2024 | 2026 | 2028 | 2030 | 2032 | 2034 |
| ---- | ---- | ---- | ---- | ---- | ---- | ---- | ---- | ---- | ---- |
| 474  | 462  | 436  | 430  | 435  | -    | -    | -    | -    | -    |

## Festes populars
- Festa Major. Darrer dissabte i diumenge d'agost.
- Festa del Roser. Primer diumenge de maig. Es fa un dinar popular i ball.
- Festivitat de Santa Àgueda. És organitzada per l'associació de dones "Il·lusió". S'acostuma a fer un esmorzar popular a la Plaça Major, dinar i ball.
- Diada de l'Onze de Setembre. Cada entitat del municipi elabora un plat típic del qual se'n fan degustacions a la Plaça Major, seguit d'una sessió de ball.
- Gargar Festival. Esdeveniment artístic anual dedicat al muralisme.[2]

## Activitats culturals
- Carnaval. L'organitza l'Esplai amb disfresses elaborades pels infants i es fa una rua amb carrosses. S'acaba amb un sopar a base d'entrepans i ball.
- Sant Jordi. L'AMPA de l'escola s'encarrega de la venda de plantes, roses i llibres.
- Colònies d'estiu. Organitzades per l'esplai, duren quinze dies i s'acostumen a fer la segona quinzena del mes de juliol.
- Castanyada. Els alumnes de l'escola elaboren els panellets pels veïns del poble i l'AMPA s'encarrega de la venda de castanyes torrades. Es complementa amb activitats lúdiques dirigides a la mainada.
- El Pessebre vivent. Es representa des de l'any 1997 i els actors són infants i joves.
- Escola de Música amb una coral per a joves i adults.

## L'Escola Ramon Gombal
Segons consta, l'any 1861 l'Ajuntament va crear una escola municipal a càrrec de mossèn Pau Anguerri amb l'obligació de fer estudi cada dia. El 1862 el seu lloc fou ocupat pel vicari de Cubells, mossèn Ramon Carabassa. Les classes eren impartides en pisos de lloguer. En aquell darrer any, en una reunió de l'Ajuntament es pren l'acord de construir les Escoles Municipals. No es va arribar a materialitzar perquè consta que en 1868 es llogà la rectoria per a l'Escola Municipal. En un altre acord del Consistori l'any 1870 també hi ha constància de la necessitat d'un edifici escolar. Però no és fins al 28 d'abril de 1923 que l'Ajuntament obté d'Enriqueta Puig i Boldú la venda d'una porció de terreny per a la construcció de la casa consistorial, escoles i habitatges per al secretari i mestres, que es corresponen amb les actuals. Per fi Penelles tindria una digna casa d'Escoles, l'edifici nou va ser inaugurat poc temps després.
Passada la Guerra Civil hi funcionaven dues aules –nens i nenes– i a la darreria dels anys 50 s'autoritzà l'aula de pàrvuls –4 i 5 anys– que va estar oberta fins a mitjans dels 80, que es tancà per manca d'alumnes. L'any 1992 se'n tornà a autoritzar de nou el funcionament –ja es podien matricular nens de 3 anys– que encara dura ara. L'any 1974 es va formalitzar l'educació mixta a Primària. A les darreries dels anys 70 es constituí l'APA i els primers estatuts van ser aprovats a començaments de l'any 1980. En l'actualitat es nomena AMPA per raons d'igualtat de sexes i per seguir la normativa.
El curs 1978-79 s'introduí el Català com a assignatura i el 1981 es va iniciar l'ensenyament en català d'una altra: les Matemàtiques. A poc a poc es va anar normalitzant el poder ensenyar en la llengua pròpia. També el Consell Escolar va poder elegir el nom del centre: es decidí posar-li «Ramon Gombal», car va ser aquest noble del comtat d'Urgell el que signà l'acta de la fundació del poble de Penelles l'any 1084.
A mitjans dels anys 90 l'escola va començar a funcionar com agrupament funcional amb Bellcaire, Bellmunt i La Ràpita. Quan Bellcaire tenia prou alumnes i mestres se'n va despenjar, i La Ràpita fou requerida a formar part conjunta amb les escoles del municipi de Vallfogona de Balaguer. Aleshores, per necessitat de veïnatge, tot i no pertànyer a la mateixa comarca, s'hi afegí Castellserà. Des de l'any 1996 els tres pobles –Bellmunt, Castellserà i Penelles– començaren a organitzar-se fins a arribar a constituir-se en la Zona Escolar Rural Espernallac.
El curs 2006-07 es va estrenar una escola nova. Està ubicada al costat de la zona esportiva del poble. L'escola és gran i molt il·luminada, i està dotada de totes les instal·lacions. Consta de dues plantes: la planta baixa, on hi ha la cuina-menjador, la biblioteca, la sala de professors i direcció, la classe d'Educació Especial i la classe d'Educació Infantil; i la primera planta, on hi ha l'aula d'informàtica, la classe d'anglès i música i les dues aules (1r-2n-3r i 4t-5è-6è de Primària). També va entrar en funcionament el menjador escolar amb una mitjana de 8 alumnes diaris. És l'AMPA del centre qui gestiona el servei de menjador i hi ha una monitora que atén els alumnes de les 12 a les 15 hores. Com a novetat, en la nova escola hi ha un pati propi que era una de les mancances de l'antiga escola.

## Educació

### Llar d'Infants (3-6 anys)
- Escola Ramon Gombal - ZER Espernallac

### Primària
- Escola Ramon Gombal - ZER Espernallac

### ESO
- L'Escola Ramon Gombal - ZER Espernallac està adscrit amb L'Institut Ermengol IV (Bellcaire d'Urgell) per fer la secundària.